# Anne-Marie Comparini
Anne-Marie Comparini (Orange, 11 luglio 1947 – Lione, 5 gennaio 2025) è stata una politica francese.

## Biografia
Originaria della Vaucluse, Anne-Marie Comparini ha studiato giurisprudenza a Lione, dove si è laureata in diritto pubblico e dove ha ottenuto un certificato di studi superiori presso l'Istituto di diritto del lavoro.
Ha lavorato presso l'Office de Radiodiffusion Télévision Française (ORTF) e l'Institut national de l'audiovisuel (INA), per poi diventare assistente parlamentare di Raymond Barre dal 1978 al 2001.
Anne-Marie Comparini è diventata consigliere regionale del Rodano-Alpi nel 1986. Rieletta consigliere nel 1992, è stata vice di Raymond Barre al municipio di Lione tra il 1995 e il 2001, responsabile delle politiche urbane e delle università.
Nel 1999, dopo che il Consiglio di Stato invalidò l'elezione di Charles Millon come presidente del consiglio regionale del Rodano-Alpi, fu eletta a capo della regione grazie ai voti di tutta la sinistra e a quelli degli eletti dell'UDF che non sostenevano più Charles Millon, dopo che questi aveva accettato, nel 1998, i voti del Front National. Candidata per un secondo mandato con la coalizione UDF-UMP alle elezioni del 2004, perse contro Jean-Jack Queyranne, capo della lista di sinistra.
È stata eletta deputata il 16 giugno 2002 per la XII legislatura (2002-2007) nella prima circoscrizione del Rodano. Ha fatto parte della Commissione Giuridica. Rimasta fedele a François Bayrou dopo le elezioni presidenziali del 2007, è stata sconfitta al primo turno nelle successive elezioni legislative, nelle quali ha ottenuto il 17,37% dei voti, con la lista del Movimento Democratico.
Consigliera regionale, possibile guida della lista del partito di François Bayrou alle elezioni comunali di Lione, ha annunciato nel settembre 2007 di ritirarsi dalla vita politica e di non correre più per alcun mandato, completando comunque il suo mandato di consigliere regionale nel 2010..
È stata presidente del consiglio di sviluppo della metropoli di Lione dal 2015 al 2021.
Anne-Marie Comparini è morta la notte del 4 e 5 gennaio 2025 all'ospedale Édouard-Herriot, all'età di 77 anni.